# Synagoga w Strykowie
Synagoga w Strykowie – murowana synagoga istniała w Strykowie do 1939. W grudniu 1939 została spalona, a następnie, jesienią 1941 została wysadzona ładunkami wybuchowymi przez Niemców.
Dokument ustanawiający gminę żydowską w Łodzi (datowany na 1806 a znajdujący się obecnie w łódzkim Archiwum Państwowym) wymienia właśnie strykowską synagogę, jako tę, której wcześniej podlegali ówcześni łódzcy Żydzi.
Stryków w XVIII i XIX wieku był silnym ośrodkiem chasydyzmu. Swój dwór założył tu cadyk Elimelech Menachem Mendel Landau. W pierwszej dekadzie XX wieku nauczał tu rabin Efraim Izaak Fiszel. Ze Strykowa pochodził także Łazarz Andrysowicz – twórca polskiego drukarstwa.